# لوخا
لوخا (به اسپانیایی: Loja) شهری است در استان گرانادا در منطقهٔ خودمختار اندلس اسپانیا. 
این شهر بر کرانهٔ رود گنیل واقع شده.